# 蕭漢
蕭漢（？—1643年），字雲濤，號象石，江西南豐縣人，明末官員。

## 生平
崇禎三年庚午科江西鄉試第八名舉人，崇禎十年（1637年）丁丑科進士。大理寺觀政，十一年官湖廣鍾祥縣知縣。崇祯十六年（1643年）抵御李自成，城破被俘，誓死不屈。賊不忍殺，將其禁錮在空屋之中。蕭漢絕食數日，在墻壁題詩而死。賊欽佩其忠義，準備棺木為其裝殮。